# Lunathyrium shennongense
Lunathyrium shennongense là một loài thực vật có mạch trong họ Woodsiaceae. Loài này được Ching, Boufford & Shing in B. M. Barthol. et al. miêu tả khoa học đầu tiên năm 1983.